# Andalién
Andalién (spanska: Rio Andalién) är en flod i regionen Biobío. Andaliénfloden är 130 kilometer lång och flodområdet är cirka 780 km². Medelvattenföringen i Andalién är 10-300 m³/s.  